# Station Dunboyne
Station Dunboyne is een spoorwegstation in Dunboyne in het Ierse graafschap Meath. Het station ligt aan de  Docklandslijn richting de M3. 
Het station wordt bediend door forensentreinen die rijden tussen de M3 en Dublin-Docklands. In de spits rijden twee treinen per uur, buiten de spits een. De Docklandslijn rijdt alleen op werkdagen. Op zondagen rijdt tussen de M3 en Clonsilla  een pendeltrein die ieder uur Dunboyne aandoet. 
Dunboyne had eerder een station aan de lijn naar Navan. Van die lijn is een deel weer in gebruik genomen als uitvloeisel van het Transport 21plan. 